# That'll Be the Day (chanson)
Pour les articles homonymes, voir That'll Be the Day.
That'll Be The Day est une chanson de rock 'n' roll écrite par Buddy Holly et Jerry Allison (en) en 1956 dont la version la plus connue est interprétée par les Crickets en 1957.
Numéro 1 aux États-Unis et au Royaume-Uni, elle est classée 39e au Top 500 des plus grandes chansons établi par le magazine Rolling Stone.
Elle est répertoriée au Registre national des enregistrements américain dans son édition 2005 listant les enregistrements « jugés significatifs selon des critères culturels, historiques et esthétiques, et/ou représentatifs de la vie aux États-Unis. »
Il s'agit du premier titre enregistré par les Quarrymen dont font partie trois des quatre futurs Beatles, soit John Lennon, Paul McCartney et George Harrison.
Il en existe plus d'une centaine d'interprétations,,.   

## Versions de Buddy Holly

### Origine
En 1956, Buddy Holly et Jerry Allison, respectivement chanteur-guitariste et batteur, visionnent La Prisonnière du désert de John Ford. Ils y entendent John Wayne répétant « That will be the day » chaque fois qu'un personnage énonce un fait qui, pour lui, ne se produira pas de sitôt, et que l'on pourrait traduire par « Ce n'est pas demain la veille !. »    
Martin (Jeffrey Hunter) : « I hope you die! »
Ethan (John Wayne) : « That'll be the day. »
Révérend Clayton (Ward Bond) : « You wanna quit, Ethan? »
Ethan : « That'll be the day. »
Quelque temps plus tard, alors qu'ils s'entrainent à jouer chez les parents de Allison, Holly lui propose de travailler à l'écriture d'une chanson. Allison lui répond « That will be the day », parodiant ainsi John Wayne, convaincu que la proposition est utopique. Mais Holly, qui lui ne plaisantait pas, lui retourne que c'est une bonne idée de titre. Paroles et musique sont créées en seulement 30 minutes et constituent leur première collaboration en tant qu'auteurs.
Les paroles de la chanson relatent un dialogue entre le chanteur et sa compagne. Le chanteur lui annonce que le jour où ils se quitteront n'est pas près d'arriver, et que cela ne se fera qu'à sa mort ('That'll be the day when I die').

### L'échec d'une première version
Sous contrat avec le label Decca Records, Holly enregistre une première version le 22 juillet 1956 au Quonset Hut Studio (en) (anciennement Bradley's Film and Recording Studio) situé au no 804 de la 16th South Avenue à Nashville dans le Tennessee sous la direction du producteur Owen Bradley (en). Là où Holly s'était vu imposer des musiciens lors de sa précédente séance d'enregistrement (pour le titre Blue Days, Black Nights écrit par Ben Hall), il insiste ici pour jouer sa propre composition avec ses amis musiciens regroupés sous l'appellation 'Buddy Holly and the Three Tunes'.
Les décideurs du label Decca n'apprécient toutefois pas cette version allant jusqu'à la qualifier de « chanson la plus horrible qu'il leur ait été donné d'écouter. »
Après une troisième séance d'enregistrement dans le courant du mois de novembre pour le titre Modern Don Juan où Holly est réduit au rôle de chanteur sans guitare, Decca le licencie en fin d'année 1956, faute de succès commercial. Il se retrouve ainsi sans label et empêché de réenregistrer ses titres, distribués ou non, pour une période de 5 ans.

#### Référence et formation du groupe
Decca 9-30434 :
- Buddy Holly : voix et guitare
- Sonny Curtis : guitare
- Don Guess : basse
- Jerry Allison : batterie.

### Le succès d'un nouvel arrangement
C'est le producteur Norman Petty qui trouvera la parade.
Propriétaire d'un studio d'enregistrement au no 1313 sur la 7th Street à Clovis au Nouveau-Mexique (ville voisine de Lubbock où réside Holly), il avait déjà proposé l'enregistrement de deux démos à Holly au printemps et à l'hiver 1956. Peu satisfait de l'infrastructure proposée et encore sous contrat avec Decca, Holly n'avait pas donné suite à ces deux expériences.
Mais en ce début d'année 1957, la donne a changé.
Holly se souvient que Petty l'avait invité à travailler sur une composition originale avec les musiciens de son choix. Et en dépit de sa rupture de contrat avec Decca, Holly restait déterminé à poursuivre sa carrière de chanteur. Il monte un nouveau groupe avec Allison et retrouve Petty à son studio le soir du 24 février 1957 avec le titre inédit I'm Looking for Someone to Love pour lequel ils réaliseront de nombreuses prises entre 21h et 2h.
Le titre That'll Be The Day, destiné à la face B, ne nécessite que deux prises : tous sont habitués de le jouer dans les soirées de la région.
Cette version est plus rythmée, dans un style rockabilly. Des chœurs discrets accompagnent un Holly chantant dans une tonalité plus proche de sa voix naturelle, là où certains considéraient la version précédente comme trop country ou trop calquée sur la voix de Gene Vincent. Cette version introduit également son hoquet caractéristique entendu dans plusieurs de ses chansons ("Holly hiccup").
Petty fait parvenir la démo à plusieurs grands labels (Roulette, Columbia) mais ne reçoit aucune réponse favorable. Il l'envoie finalement à Murray Deutch qui travaille pour son éditeur, Southern Music. Ce dernier le transmet à Bob Thiele, responsable des artistes et du répertoire du label Coral Records (en) qui entend dans la face B un possible tube. Thiele lui propose de distribuer le titre via Brunswick Records, un label plutôt porté sur le jazz et le style récent qu'incarne le rock 'n' roll.
Petty et Deutch savent qu'à la suite du licenciement de Holly, un nouveau nom d'interprète est nécessaire pour la chanson : un nom de groupe devrait permettre de dissimuler la véritable identité du chanteur viré quelques mois plus tôt par Decca. Le choix s'arrête sur 'The Crickets'. Le titre est crédité à Holly, Allison et Petty bien que ce dernier n'ait pas participé à son écriture. Cette référence lui permet de toucher des royalties pour chaque vente.
Le disque prend quelque temps pour s'imposer mais la persévérance de Thiele permet à That'll Be the Day de devenir numéro 1 aux États-Unis en se vendant à plus d'un million d'exemplaires.
Le subterfuge découvert et au vu du succès rencontré, Decca décide de presser la première version enregistrée à Nashville. Ceci explique pourquoi Petty apparaît également dans ses crédits.